# Oturu
Oturu ist eine kleine Siedlung im Far North District in der Region Northland auf der Nordinsel von Neuseeland.

## Geographie
Die Siedlung befindet sich rund 3 km nordöstlich von Kaitaia und ist über den Ort an den New Zealand State Highway 1 angebunden. Rund 2 km nördlich von Oturu befindet sich der Flughafen von Kaitaia mit einer 1400 m langen asphaltierten Start- und Landebahn.

## Bildungswesen
In der Siedlung befindet sich die Oturu School, eine Grundschule mit rund 170 Schülern.